# Crack My Heart
Crack My Heart è un singolo del gruppo musicale australiano Tonight Alive, il secondo estratto dal loro quarto album in studio Underworld, pubblicato l'11 dicembre 2017 dalla UNFD e dalla Hopeless Records.

## La canzone
Parlando del brano, la cantante Jenna McDougall ha detto:
McDougall aggiunge anche che il testo segue una conversazione tra lei e un «uomo alato», una figura cosciente che offre spazio e salvezza per la sua guarigione: «Per ciò che ho potuto vivere, quando sei visto da qualcun altro come il vero te stesso, riesci a riconoscere il riflesso della tua persona più accuratamente e con più amore».

## Video ufficiale
Il video ufficiale del brano è stato diretto da Neal Walters.

## Tracce
1. Crack My Heart – 3:31

## Formazione
- Jenna McDougall – voce
- Whakaio Taahi – chitarra solista, tastiera
- Jake Hardy – chitarra ritmica
- Cam Adler – basso
- Matt Best – batteria, percussioni